# 施韦格豪森
施韦格豪森是德国莱茵兰-普法尔茨州的一个市镇。总面积3.66平方公里，总人口228人，其中男性113人，女性115人（2011年12月31日），人口密度62人/平方公里。